# 네모난원
"네모난원"은 2012년에 개봉한 대한민국의 영화이다.

## 줄거리
때는 민주화 요구가 들끓었던 1980년대. 고지식한 모범생 경민은 순수한 학구열에 불타 학생운동의 중심에 선 써클에 가입한다. 거기서 동갑내기 수정을 만난 경민은 한 눈에 그녀에게 반하고, 이미 운동권 중심으로 활약 중인 용호와 이론적으로 사사건건 부딪치며 열혈투사로 변신해 가는데... 수정과 점점 가까워지는 경민을 지켜보는 용호의 시선은 차갑기만 하다. 어느 날, 교내에 사복경찰이 들이닥쳤다는 소식을 용호에게 미처 전해 듣지 못한 경민은 경찰에게 체포되어 강제입대를 하게 된다. 제대 후 경민을 반긴 것은 수정과 용호가 애인사이가 됐다는 사실뿐. 이후 경민은 용호와 다른 노선을 걷게 되고 주사파의 실세가 되면서 대학가의 유명인사가 된다. 그러나 내부 고발자에 의해 다시 체포된 경민은 결국 교도소에 수감되고 1990년 초반이 돼서야 풀려난다. 그 사이에 용호와 수정은 결혼을 하고 경민은 세상 모든 것에 허무를 느끼며 그동안 이상향으로 생각해왔던 북한에 직접 가 모든 것을 자기 눈으로 확인해보려고 한다. 이 사실을 알게 된 용호와 수정 역시 경민을 따라 북한으로 함께 잠입하고, 그곳에서 용호는 북한의 기관에서 일을 해보지 않겠냐는 제의를 받는다. 당혹하는 경민과 수정. 결국 경민만이 남한으로 내려오고 용호와 수정은 북에 남는다. 이때부터 엇갈린 세 사람의 가혹한 운명은 시작되는데..

## 캐스팅
- 김정학 : 이경민 역
- 정욱 : 조용호 역
- 안미나 : 한수정 역
- 여호민 : 영욱 역
- 유장영 : 경수 역
- 이종민 : 송훈 역
- 김순태 : 명준 역
- 손승우 : 호영 역
- 하은정 : 중년 수정 역
- 이한위 : 중년 경수 역
- 차광수 : 중년 호영 역
- 최학락 : 중년 영욱 역
- 오경수 : 중년 명준 역
- 김동수 : 중년 송훈 역
- 윤용현 : 림성철 역
- 김정미 : 탈북녀 역
- 장민영 : 북한안내가이드 역
- 김경태 : 사복형사 3 역